# Rhaphuma lanzhui
Rhaphuma lanzhui là một loài bọ cánh cứng trong họ Cerambycidae.